# تامزموت
تامزموت  (بالإنجليزية: TAMEZMOUTE)‏ هي جماعة ترابية تابعة لإقليم زاكورة ضمن جهة درعة تافيلالت بالمغرب. بلغ مجموع  سكان تامزموت  حسب إحصاءات 2024  حوالي  10953  نسمة  يعيشون في 1787 أسرة.

## إحصاء عام
| السنة | عدد السكان | عدد الأسر | عدد الأجانب |
| ----- | ---------- | --------- | ----------- |
| 1994  | 9099       | 931       | ...         |
| 2004  | 10462      | 1216      | ...         |
| 2024  | 10953      | 1787      | ...         |